# Fort Frances Municipal Airport
Fort Frances Municipal Airport är en flygplats i Kanada.   Den ligger i provinsen Ontario, i den sydöstra delen av landet, 1 400 km väster om huvudstaden Ottawa. Fort Frances Municipal Airport ligger 341 meter över havet.
Terrängen runt Fort Frances Municipal Airport är mycket platt. Runt Fort Frances Municipal Airport är det ganska tätbefolkat, med 67 invånare per kvadratkilometer.. Närmaste större samhälle är Fort Frances, 6,7 km söder om Fort Frances Municipal Airport. 